# 帕尔拜斯
帕尔拜斯（法語：Parbayse，法語發音：[paʁbaiz]）是法国大西洋比利牛斯省的一个市镇，属于奥洛龙-圣玛丽区。

## 地理
帕尔拜斯（43°19'33"N, 0°32'42"W）面积6.46 平方千米，位于法国新阿基坦大区大西洋比利牛斯省，该省份为法国东南部省份，涵盖了贝阿恩与北巴斯克，西临大西洋比斯開灣，北至朗德省，东北接热尔省，东临上比利牛斯省，南与西班牙接壤。
与帕尔拜斯接壤的市镇（或旧市镇、城区）包括：阿博斯、阿尔比斯、屈克龙、莫南、帕尔迪。

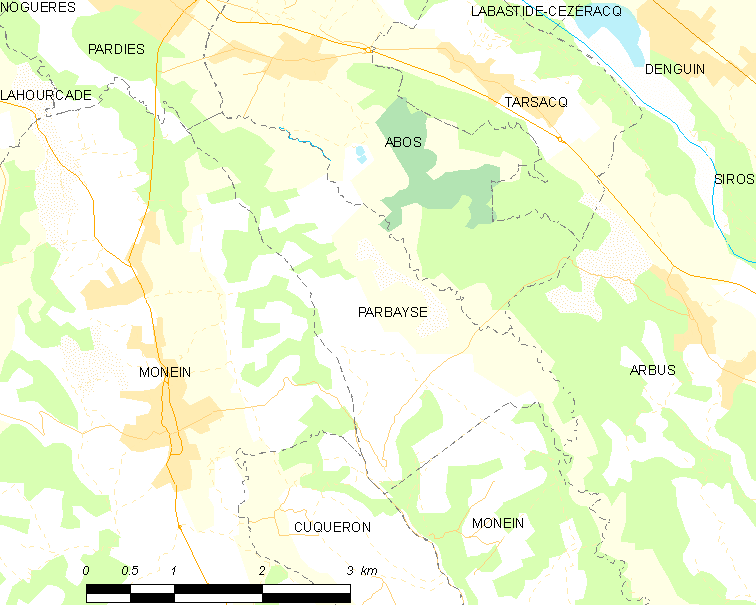
帕尔拜斯的OSM定位图

帕尔拜斯的时区为UTC+01:00、UTC+02:00（夏令时）。

## 行政
帕尔拜斯的邮政编码为64360，INSEE市镇编码为64442。

## 政治
帕尔拜斯所属的省级选区为贝阿恩中心县。

## 人口

1962-2008年间帕尔拜斯人口变化图示

帕尔拜斯于2022年1月1日时的人口数量为321人。